# Jodie Henry
Jodie Clary Henry (Brisbane, 17 de novembro de 1983) é uma nadadora australiana, ganhadora de três medalhas de ouros em Jogos Olímpicos.
Jodie Henry começou a nadar competitivamente relativamente tarde, aos 14 anos. Ela nadou nos Jogos da Commonwealth da Juventude em Edimburgo mais tarde naquele ano, obtendo cinco medalhas de ouro.
Nos Jogos da Commonwealth de 2002 em Manchester, venceu os 100 metros livres, o 4x100 metros livres e os 4x100 metros medley. Mais tarde naquele ano, ela ganhou a medalha de prata no Pan-Pacífico nos 50m e 100m livres e a de ouro nos revezamentos 4x100m.
No Mundial de Barcelona em 2003, ganhou a prata nos 100 m, e o bronze nos 4x100m medley e 4x100m livres.
Nos Jogos Olímpicos de Atenas em 2004, ganhou os 100m livres, os 4x100m livres e os 4x100m medley batendo o recorde mundial em todas as provas.
No Mundial de 2005 conquistou mais duas medalhas de ouro.
Nos Jogos da Commonwealth de 2006, obteve duas medalhas de pratas nos 50m e 100m livres e o ouro nos 4x100m livres.
No Mundial de Melbourne em 2007, Henry ganhou ouro novamente nos revezamentos 4x100m livres (onde nadou a final) e medley (onde nadou nas eliminatórias).
Não consequiu se qualificar para as Olimpíadas de Pequim em 2008 por estar lesionada.